# Islam Channel

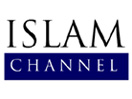
Islam Channel

Islam Channel is een Britse zender die sinds 2004 overal in Europa, Midden-Oosten en Noord-Afrika free-to-air te ontvangen is via de satelliet. Deze zender zend uit in het Engels en is gericht op de islam. Ze zenden verschillende programma's uit zoals nieuws, islamitische lezingen, praatprogramma's enzovoorts. 
De bekendste medewerker van Islam Channel is Yvonne Ridley. Ridley is als journalist door de Taliban ontvoerd waarna ze zich heeft bekeerd tot de islam.